# دوري آيسلندا الممتاز 1922
دوري آيسلندا الممتاز 1922 (بالآيسلندية: Efsta deild karla í knattspyrnu 1922) هو الموسم 11 من  دوري آيسلندا الممتاز. كان عدد الأندية المشاركة فيه  3، وفاز فيه نادي فرام.